# Erhard Raus
Erhard Raus, avstrijski general, * 8. januar 1889, Wolramitz, † 3. april 1956, Dunaj.